# Благовещенская церковь (Иркутск)
Благове́щенская це́рковь (также Це́рковь Благове́щения Пресвято́й Богоро́дицы) — ныне утраченный православный храм, который находился в городе Иркутске на углу улиц Большой и Благовещенской (ныне — улицы Карла Маркса и Володарского).
В 1758 году на средства иркутского купца Ивана Бечевина была заложена первая каменная Благовещенская церковь. В 1821—1823 годах в этой церкви служил священником Иннокентий (Вениаминов).
В 1888 году на средства иркутских купцов С. И. Тельных, А. Ф. Дунаева, И. С. Котельникова была заложена вторая каменная четырёхпрестольная Благовещенская церковь. Строительство было окончено в 1890 году.
В 1931 году церковь была разобрана, на её месте был построен жилой дом.